# Мазлум Абди
Мазлу́м А́бди (настоящее имя — Мустафа́ А́бди би́н Хали́л; курд. Mazlûm Kobanî; араб. مظلوم عبدي‎; род. 21 марта 1967, Айн аль-Араб, Сирия) — курдский и сирийский военноначальник, политик и дипломат, исполняющий с 2015 года обязанности главнокомандующего Сирийскими демократическими силами (SDF) в Рожаве. 
Является приемным сыном Абдуллы Оджалана. С 2015 года известен также под псевдонимом Мазлу́м Ко́бани, а среди других имён, использовавших им на протяжении многих лет, — Фарха́д А́бди Шахи́н и Шахи́н Чило́. 
Проводил дипломатические встречи с высокопоставленными официальными лицами Соединенных Штатов, Ирана, Франции, Германии и других стран. С конца 2024 года Мазлум Абди ведёт переговоры с президентом Сирии Ахмедом аш-Шараа, а также налаживает сотрудничество с Регионом Курдистан в Ираке.

## Биография
Мустафа Абди родился в семье курдского доктора Халила Абди в городе Кобани (арабское название — Айн-эль-Араб) в день Навруза, 21 марта 1967 года. Получил образование гражданского инженера в Университете Халеба.
В юношестве был усыновлен Абдуллой Оджаланом, который называл Абди «духовным сыном». По данным турецких спецслужб, в 1990 году вступил в Рабочую партию Курдистана (РПК) в Сирии и пять раз подвергался тюремному заключению со стороны сирийских властей.
В 1996 году позднее Абди проводил партизанскую деятельность на стороне РПК против турецкой армии в сельских районах Шемдинли, Хаккари. В 1997 году он покинул страну, переехав в западную Европу, где находился до 2003 года, когда отправился в Регион Курдистан на севере Ирака. Там воевал на стороне партизанских отрядов против Турции. 
В 2011 или 2012 году он был отправлен в Сирию РПК для организации деятельности YPG в населённых курдами районах Сирии на фоне эскалации гражданской войны.
В августе 2014 года он руководил переговорами Отрядов народной самообороны (YPG), которые они провели в Сулеймании с Ираном и Соединёнными Штатами с целью формирования эффективного альянса против Исламского государства Ирака и Леванта (ИГИЛ), после чего был согласован альянс с США. Абди защищал Айн-эль-Араб во время боёв за Кобани, отказавшись отступить, несмотря на рекомендации США.
29 июня 2019 года Абди, как представитель СДС, подписал план действий Организации Объединённых Наций, направленный на предотвращение вербовки детей-солдат в вооружённые силы. После турецкого наступления на северо-восток Сирии в 2019 году Абди заявил о своей готовности работать с режимом Башара Асада, чтобы защитить местное население. В рамках соглашения с СДС правительственным войскам было дано разрешение войти в города Манбидж и Кобани, чтобы сдержать Турцию.
После падения режима Асада Абди 10 марта 2025 года встретился с новым президентом Сирии Ахмедом аш-Шараа и объявил, что СДС согласились интегрироваться в государственные институты, но только в качестве отдельного автономного блока.